# Kloster Sankt Walburga (Walbourg)

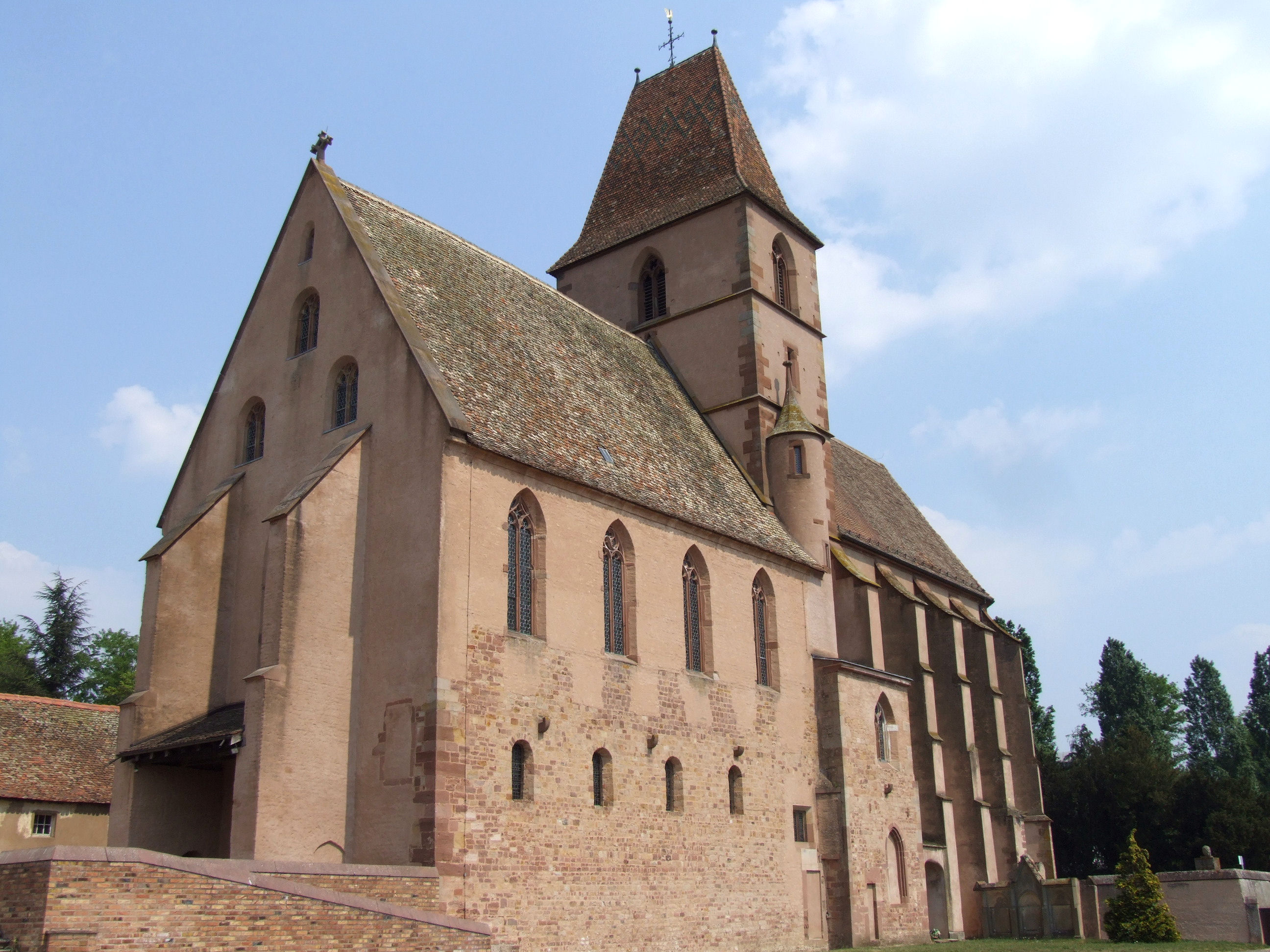
Kirche Sankt Walburga in Walbourg

Das Benediktiner-Kloster Sankt Walburga im elsässischen Walbourg wurde am Wechsel des 11. zum 12. Jahrhundert gegründet und 1790 aufgelöst.

## Geschichte
Der Ursprung einer Eremitage als Vorläufer des Klosters am Rand des Heiligen Forstes wird dem Jahr 1074 und Dietrich von Mousson († 1102/1105) zugeschrieben, der umfangreichen Besitz in der Region hatte. Er soll zwei Mönchen gestattet haben, hier eine Gemeinschaft zu gründen, die den Heiligen Philipp, Jakobus und Walburga geweiht werden sollte. Das Walburga-Patrozinium legt nahe, dass die Mönche aus Bayern, vermutlich sogar auch Eichstätt kamen, wo sich die Walburga-Reliquien seit dem 9. Jahrhundert befanden.
Als Gründer der Abtei gelten Herzog Friedrich I. von Schwaben und Peter von Lützelburg, die offenbar bereits Ende des 11. Jahrhunderts die nötigen Vorbereitungen dazu trafen. Friedrichs Bruder Otto, bis zu seinem Tod im Jahr 1100 Bischof von Straßburg, dürfte seine Unterstützung gegeben haben, so dass bereits im Jahr 1102 Papst Paschalis II. die Verfügungen, die zugunsten des Konvents getroffen wurden, bestätigen konnte. Ab 1105 wurde der Konvent zur Abtei umgestaltet, eine Kirche und Klostergebäude wurden errichtet, die Gründer unterstellten ihn ihrem militärischen Schutz und unmittelbar der Jurisdiktion des Heiligen Stuhls, und seitens der Staufer wurde er mit zahlreichen Gütern ausgestattet. König Heinrich V. räumte der Abtei 1106 weitere Privilegien ein.

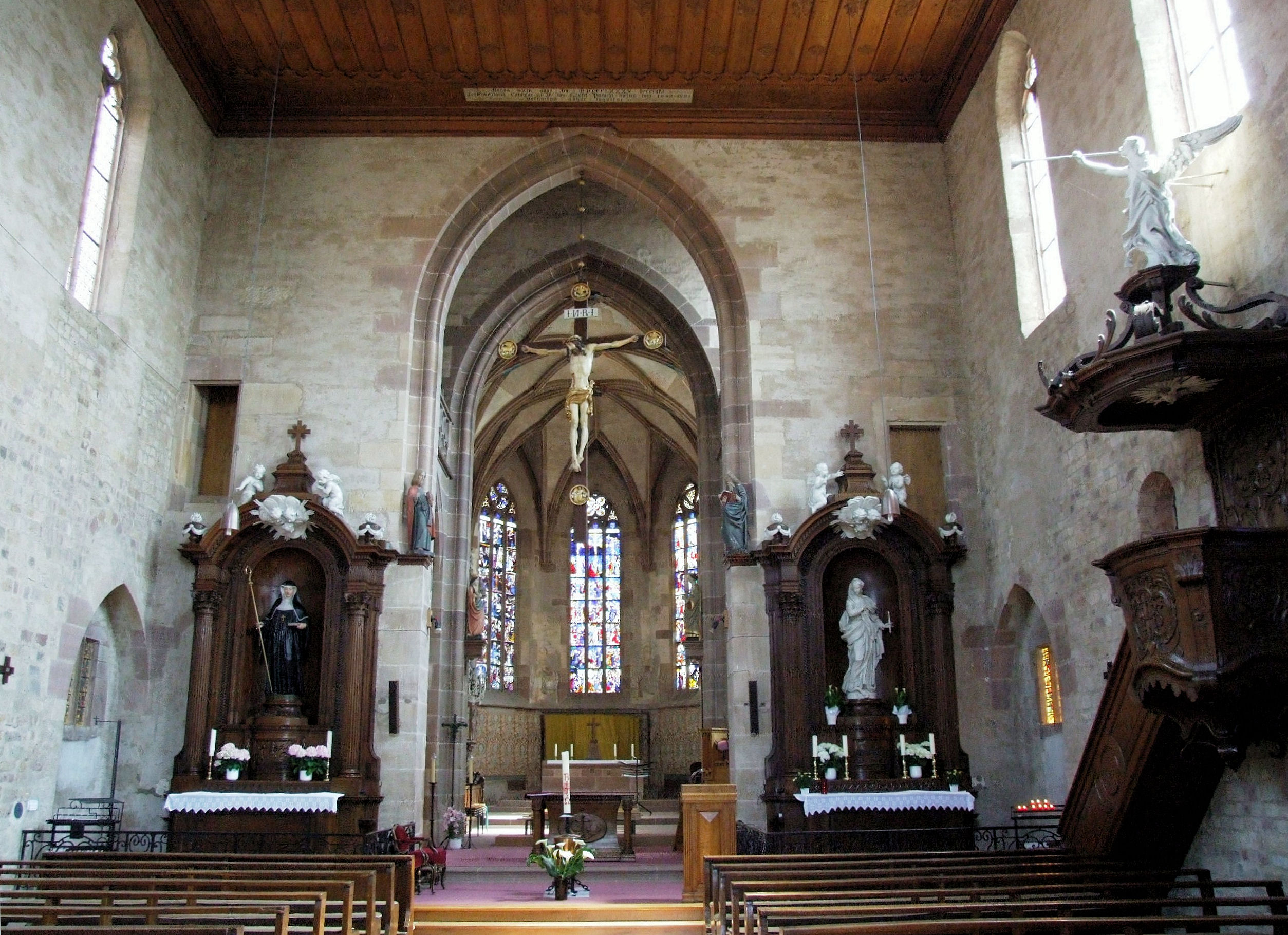
Innenansicht

1119 erhielt das Kloster die Orte Dürrenbach (im Nordwesten) und Hinterfeld (Ortsteil von Walbourg im Westen), später Biblisheim (im Norden) und Laubach (westlich von Hinterfeld). 1133 fasste Bischof Gebhard von Straßburg alle Schenkungen an die Abtei aus der Zeit vor ihm in einem Dokument zusammen. Herzog Friedrich II. von Schwaben, der 1147 starb, wollte in Sankt Walburga bestattet werden, was durch ein Dokument seines Sohnes Friedrich Barbarossa aus dem Jahr 1159 im Rahmen einer Bestätigung von Privilegien auch als geschehen angedeutet wird. Walbourg konnte sich aber ebenso wenig wie das von Friedrichs Vater Friedrich I. zu diesem Zweck gestiftete Kloster Lorch als Grablege der Staufer durchsetzen. Das Grab von Herzog Friedrich II. und seiner zweiten Ehefrau Agnes ist heute nicht mehr vorhanden.
Das 12. und 13. Jahrhundert war die Blütezeit der Abtei, mit dem 14. Jahrhundert setzte der Niedergang ein. 1349 wurde von 17 Bischöfen ein Ablassbrief unterzeichnet, der den Gläubigen vierzig Tage Fegefeuer erließ, die nach Sankt Walburga pilgerten und den Gottesdienst in der Abtei besuchten. Aber erst unter Abt Sigmund Krieg (1415–1430) konsolidierte sich die Lage wieder, so dass sein Nachfolger Burkhard von Müllenheim (1430–1479) in der Lage war, die Klosterkirche mit einem neuen Chor und einem vergrößerten Langschiff zu renovieren. Dessen Nachfolger Peter Schwarz (ab 1479) konnte die Sanierung weiterführen.
Während des Bauernkriegs (1525) wurde zwar die Abtei selbst nicht angetastet, der Besitz jedoch verwüstet, so dass der Niedergang erneut einsetzte. 1546 wurde Sankt-Walburga auf Anordnung des Papstes Paul III. in die Vogtei von Sankt Peter und Paul in Weißenburg eingegliedert, die wiederum dem Domkapitel von Speyer unterstand. Nach dem Dreißigjährigen Krieg, der der Abtei schwere Schäden zufügte, widerrief das von Ludwig XIV. geschaffene Conseil souverain d’Alsace 1685 die Eingliederung und beauftragte den Bischof von Straßburg, die Abtei dem neu geschaffenen Großen Seminar von Straßburg zu unterstellen.
In Sankt Walburga zogen Jesuiten ein, die die Kirche und die Wohngebäude erneuerten und einen Park anlegten. Nach der Unterdrückung des Ordens 1764 blieb die Abtei im Besitz des Seminars. Die Französische Revolution löste die Abtei 1790 auf, sie wurde 1796 verkauft. Nach mehreren Besitzerwechseln wurde die Kirche 1805 der Gemeinde, die nun nur noch Walbourg hieß, geschenkt. Die übrigen Gebäude und der Park blieben im Besitz der Familie Saglio, die in der zweiten Hälfte des 19. Jahrhunderts nördlich der Kirche ein Wohnhaus bauen ließ und den gesamten Besitz 1890 an den Industriellen Richard Haniel verkaufte, der 1912 das heute existierende neue Wohnhaus errichtete. 1946 zog hier das Kleine Seminar von Straßburg ein, nachdem das Bistum das Gebäude gekauft hatte. Seitdem wurden im Park eine Reihe von Schulgebäuden und eine Kapelle dazu errichtet.

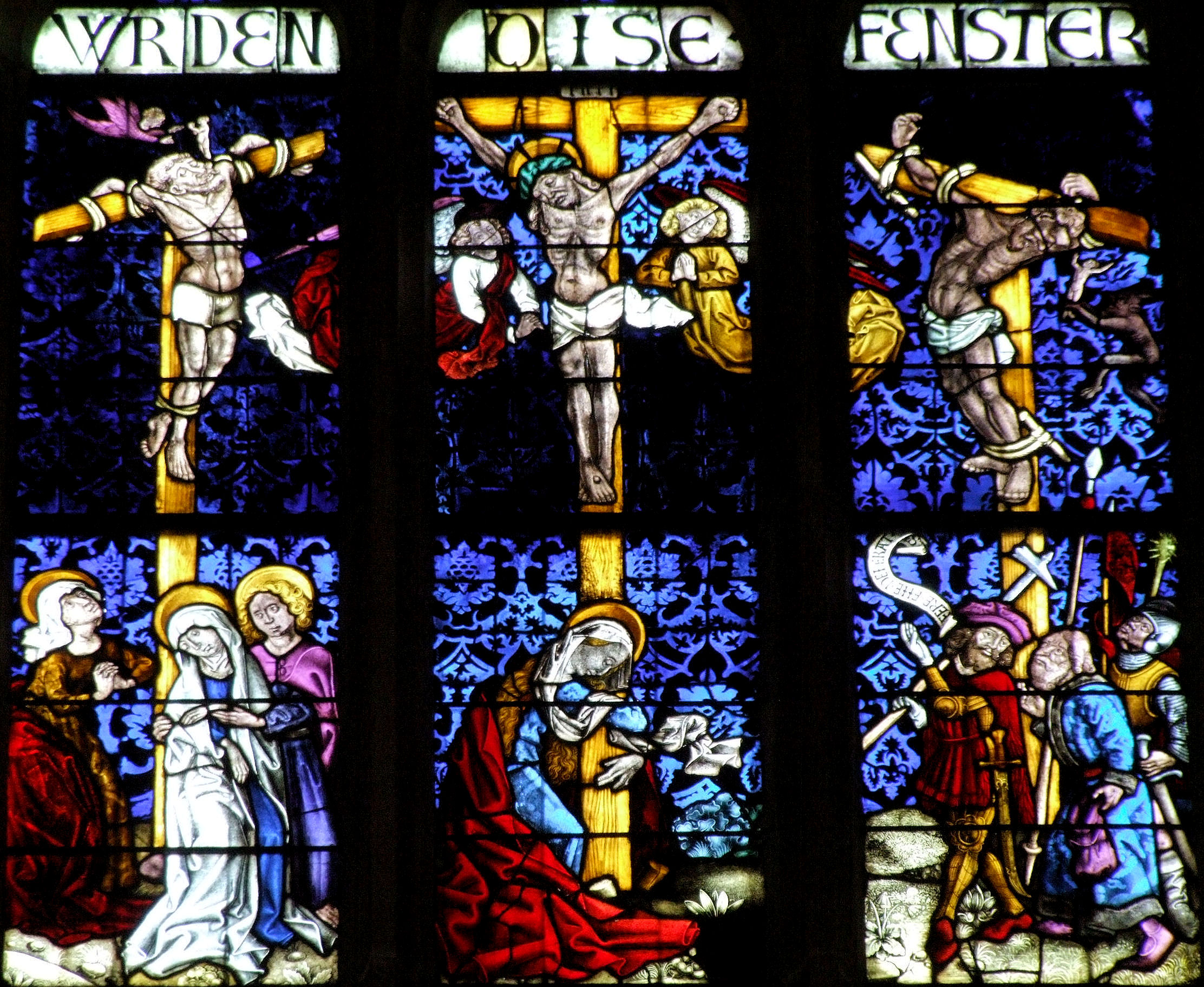
Glasfenster: Kreuzigung mit einem Teil der Inschrift "M.CCCC.LXI JOR. WRDEN DISE FENSTER. GEMACHT IN DISEN KOR"

Die Kirche erhielt 1835 eine neue Orgel, die 1832 von Martin Wetzel (1794–1887) für das Straßburger Münster gebaut worden, dort aber abgelehnt worden war. 1841 bis 1844 wurde in Erwägung gezogen, die Reste der Glasfenster zu verkaufen, um die Restaurierung der Kirche finanzieren zu können. Zuvor waren diese Fenster aus dem Chor und dem Langschiff bereits in zwei Seitenfenster des Chors zusammengefasst worden. 1862 wurden die Gemälde der Apostel und der Kirchenväter aus dem Jahr 1465 freigelegt und restauriert. Im gleichen Jahr wurden die Kirchenfenster als Monument historique klassifiziert, die gesamte Kirche am 6. Dezember 1898 unter Denkmalschutz gestellt.

## Architektur
Von der ursprünglichen Eremitage ist nichts erhalten geblieben. Von der Kirche des frühen 12. Jahrhunderts stehen noch die Mauern des Langschiffs aus Bruchsandstein und ohne sichtbares Fundament, mit Fenstern, die lange Zeit zugemauert waren und erst 1967 wieder freigelegt wurden, sowie Reste zweier skulptierter Pfeiler einer Tür in der südlichen dieser Mauern. Durch Dendrochronologie konnte der Einschlag des Holzes eines Fensterrahmens, der sich heute im Museum in Hagenau befindet, auf das Jahr 1100 datiert werden.
Abt Burkhard von Müllenheim ließ ab 1456 den Chor aus Backsteinen neu errichten (das Jahr ist auf einer der Säulen eingraviert), die Mauern des Langschiffs ebenfalls mit Backsteinen erhöhen, die Fensteröffnungen an der westlichen Seite wieder öffnen und die Engelskapelle bauen (Chapelle des Anges), die heute als Sakristei dient; als Baumeister für diese Arbeiten hat sich Hans Böblinger durch Markierungen um Stein bezeugt. Die in den Fenstern des Chors eingravierte Jahreszahl 1461 markiert wohl den Abschluss der Arbeiten in diesem Bereich, in das gleiche Jahr wurde dendrochronologisch der Dachstuhl datiert. Der vermutlich aus der gleichen Zeit stammende Lettner wurde 1725 abgerissen, zwei Statuen (Maria und Johannes), die wohl ebenfalls in dieser Phase entstanden, befinden sich heute an der Fassade des ehemaligen Presbyteriums, der heutigen Mairie.
Kriegsschäden durch Luftangriffe aus dem Jahr 1945 konnten ab 1949 behoben werden.